# 卡爾達米切韋
46°57′42″N 29°54′49″E / 46.96167°N 29.91361°E
卡爾達米切韋（烏克蘭語：Кардамичеве）是位於烏克蘭西南部的村莊，由敖德萨州羅茲季利納區的大米哈伊利夫卡市鎮負責管轄。該村始建於1859年，面積0.83平方公里，海拔高度37米，2001年人口126，人口密度每平方公里151.81人。